# Jaume Roig (canonge)
Jaume Roig (segle xviii - després de 1799) fou un prevere, canonge i científic català.
Fou un dels fundadors el 1764 de la Conferencia Physycomatemática Experimental, embrió de la Reial Acadèmia de Ciències i Arts de Barcelona (RACAB), en la qual ocupà la direcció de pneumàtica i acústica, i de la que fou vicepresident, amb funcions de president, fins que cessà en aquest càrrec, per malaltia el 1799. El 1768 Roig recollí el testimoni de Francesc de Dusay i de Fivaller, anterior responsable a la Real Conferencia Física, i entre els anys 1768 i 1770 n'ocupà la vicepresidència, continuant en aquesta responsabilitat a la RACAB fins al 1999 en què deixà el càrrec en mans de Joan Antoni Desvalls i d'Ardena, marquès de Llupià.